# 1393 км (платформа)
1393 км — пасажирський залізничний зупинний пункт Кримської дирекції Придніпровської залізниці на електрифікованій лінії Джанкой — Севастополь між зупинним пунктом Платформа 1389 км (4 км) та станцією Урожайна (4 км). Розташований в селі Пушкіне Курманського району Автономної Республіки Крим.

## Пасажирське сполучення
На Платформі 1393 км зупиняються приміські поїзди сполученням Сімферополь — Джанкой / Солоне Озеро, Феодосія — Сімферополь та Євпаторія — Солоне Озеро.